# Nikaragua na Letnich Igrzyskach Olimpijskich 2004
Nikaraguę na Letnich Igrzyskach Olimpijskich 2004 reprezentowało 10 sportowców.

## Skład kadry

### Lekkoatletyka
Mężczyźni:
- Carlos Abaunza - bieg na 100 m - kwalifikacje: 11.17 s

Kobiety:
- Dalila Rugama - rzut oszczepem - kwalifikacje: 51.42 m

### Pływanie
Mężczyźni:
- Fernando Medrano-Medina
  - 100 m st. motylkowym - kwalifikacje: 1:00.91

Kobiety:
- Geraldine Arce
  - 50 m st. dowolnym - kwalifikacje: 28.73

### Strzelectwo
- Svitlana Kashchenko
  - karabin pneumatyczny (10 m) - kwalifikacje 563 pkt
  - pistolet (50 m) - kwalifikacje: 383 pkt